# 約翰·拜耳

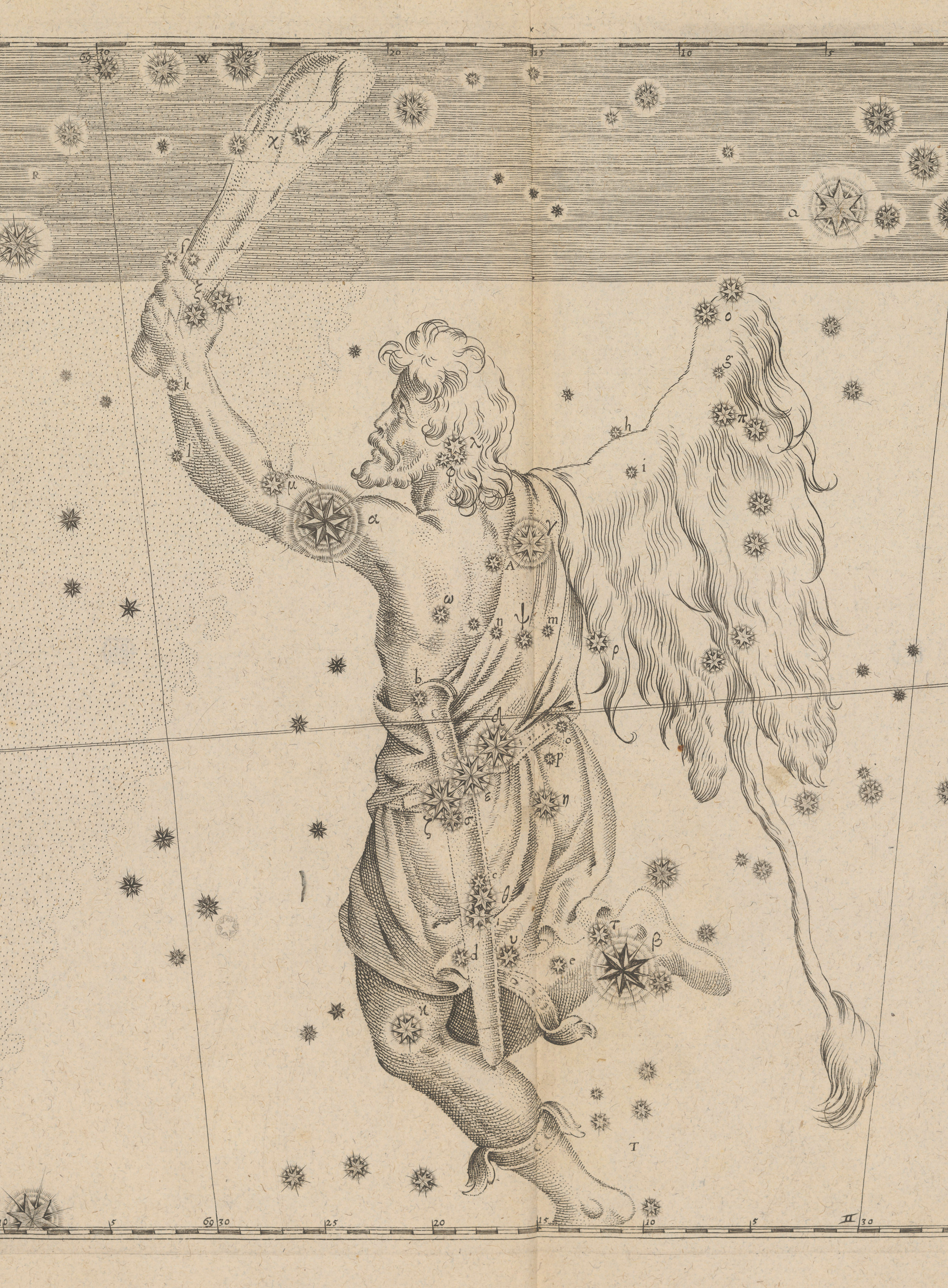
在拜耳《測天圖》中的獵戶座星圖

約翰·拜耳（發音：[ˈjoːhan ˈbaɪ̯ɐ]；1572年—1625年3月7日）是德國的律師和星圖繪製師，繪製了星圖：《測天圖》。他於1572年出生於巴伐利亞的赖恩，20歲時，也就是1592年，他開始在英戈爾施塔特大學學習哲學和法律。之後，他搬到奧格斯堡開始擔任律師，1612年成為市議會的法律顧問。
拜耳工作之外有多方面的興趣，包括考古學和數學。然而，他主要以天文學方面的工作而聞名；特別是他在確定天體位置方面所做的工作。他始終未婚，於1625年逝世。
拜耳的星圖《測天圖》（Uranometria Omnium Asterismorum）於1603年在奧格斯堡出版，是他為當地居民貢獻的兩件主要成就之一。這是第一本涵蓋整個天球的星圖。它基於第谷的工作，可能也借用了亞歷山德羅·皮科洛米尼1540年的星圖《De le stelle fisse》（《恆星》），但拜耳另外增加了1,000顆恆星。《測天圖》介紹了一種新的恆星命名系統，就是現在熟知拜耳命名法。拜耳的星圖包括幾年前新創建的12個新星座，以填補古希臘和羅馬不知道的遙遠南半球天空。
在月球，有一個坑穴以他為名，稱為拜耳隕石坑。

## 外部連結
- Full digital facsimile, Linda Hall Library